# Сироїжка болотяна
Сироїжка болотяна (Russula paludosa Britzelm.) — їстівний гриб з родини сироїжкових (Russulaceae).

## Будова
Шапинка 4-12(15) см у діаметрі, напівсферична, згодом опуклорозпростерта, щільном'ясиста, з опущеним товстим, гладеньким, з часом іноді короткорубчастим краєм, рівно забарвлена, коричнева-червона або кольору вина з рудуватим відтінком, пізніше іноді рудіє або жовтіє. Шкірка знімається.
Пластинки білуваті, потім жовтуваті, часом з червонуватим відтінком, на смак гоструваті.
Спорова маса жовта. Спори 9-12 Х 8-10 мкм, шипасті.
Ніжка 4-10(15)-1,5-3(4) см, біла, донизу часом рожевувата, щільна, пізніше нещільна.
М'якоть щільна, біла, солодка, без особливого запаху.

## Поширення та середовщие існування
Росте на Поліссі в соснових лісах, на вологих місцях, часто серед чорниці; у серпні — жовтні.

## Практичне використання
Їстівний гриб. Використовують свіжим та засолюють.